# Eurysthea punctata
Eurysthea punctata là một loài bọ cánh cứng trong họ Cerambycidae.